# Gerhard I. Kämmerer von Worms
Gerhard I. Kämmerer von Worms (Geradus), auch: Gerhard von Ehrenberg (* um 1200; † 21. Januar 1248), war der erste der Familie, der dieses Amt erblich innehatte, ein Amt, nach dem sich die Familie künftig benannte und dessen Bezeichnung zum Familiennamen wurde.

## Herkunft und Familie
Seine Eltern waren Gerardus der Ältere (erwähnt zwischen 1208 und 1229), Vizedom des Hochstifts Worms und Mechtild, die am 5. März eines unbekannten Jahres verstarb.
Gerhard I. heiratete die verwitwete Beatrix von Randeck, Tochter von Albert oder Albrecht aus Ingelheim. Aus dieser Ehe gingen hervor:
- Ulrich, * um 1230, verstarb nach 1261[Anm. 2] ⚭ Guda[6]
- Heinrich, erwähnt seit 1251 starb am 17. oder 21. November 1301.[7] Er war zwei Mal verheiratet, zuerst mit Rosina von Waldeck († 1250)[8], dann mit Hedwig von Friesenheim, die am 5. August 1308 verstarb.[9]
- Gerhard II., * um 1229[10][Anm. 3], † 8. Januar 1297 ⚭ vor 1263 Mechtild Fuchs von Rüdesheim, † 4. Juni 1319, Tochter von Giselbert, Vizedom im Rheingau und Jutta.[11]
- Embricho (Emericho I.[12]), * 1227[13][Anm. 4], † 1295[14] ⚭ NN von Dahn oder von Than[15]

## Wirken
Gerhard I. wurde 1229 in Nachfolge seines Vaters unter Bischof Heinrich II. von Saarbrücken Vizedom des Bistums Worms. 1238 wurde er unter dessen Nachfolger, Landolf von Hoheneck, auch Kämmerer des Hochstifts, ein Amt, das zuvor sein Onkel Richezo verwaltet hatte. Am 3. Dezember 1239 sprach ihm der Bischof das Amt auch erblich zu. Damit wurde eine Tradition begründet, aus der sich schließlich der Familienname ergab.